# ドラえもんのひみつ道具 (そ)
ドラえもんのひみつ道具 (そ) では、藤子・F・不二雄の漫画『ドラえもん』、『大長編ドラえもん』(VOL.1〜17)、藤子・F・不二雄のその他の著作に登場するひみつ道具のうち、読みが「そ」で始まるものを列挙する。

## ぞうきんクリーナー
ぞうきんクリーナーは、「ハイキングに出かけよう」（てんとう虫コミックス第0巻に収録）に登場する。
ドラミの道具。外観はタライのようだが、実際には使用されていないために詳細は不明。
のび太のもとを初めて訪れたドラミが、良い道具を沢山持っていると言って「そくせき料理機」、「自動買い物かご」と一緒に出したものであり、初期設定のドラミが家庭科専門ロボットであることを示している。

## そうじゅうくんれん機
そうじゅうくんれん機（そうじゅうくんれんき）は、「のび太のヘリコプター」（てんとう虫コミックス第24巻に収録）に登場する。
ヘリコプターの操縦の訓練に使用するシミュレーター。玩具のようなヘリコプターと、大型スクリーンを備えた操縦席で構成される。操縦席でヘリコプターを無線操縦し、ヘリコプター下部に備えられたカメラで捉えた映像が操縦席のスクリーンに表示され、本物さながらの操縦気分を味わうことができる。
ヘリコプターの他、戦闘機の操縦の訓練にも使用できる。

## ゾウ印口べに
ゾウ印口べに（ゾウじるしくちべに）は、「ゾウ印口べに」（てんとう虫コミックス『ドラえもんプラス』第1巻に収録）に登場する。
この口紅を唇に塗って心で「伸びろ」と念じると、上唇がゾウの鼻のように伸び、人の体くらいはかるがると持ち上げることができる。原作では静香がジャイアンとスネ夫によるのび太へのいじめに耐えかねて使ったが、テレビアニメ第2作第2期「ゾウの鼻になったしずかちゃん」では「ゾウ印仮面」というヒロインに扮して登場。ジャイアンとスネ夫に限らず、町中に蔓延る全ての悪人を退治した。
類似品に「タコ印口べに」があり、相手に墨を吐いてしまう。

## 創世セット
創世セット（そうせいセット）は、『ドラえもん のび太の創世日記』に登場する。
「地球セット」をスケールアップしたような道具で、特殊空間に広がる広大な宇宙空間を舞台とし、もうひとつの太陽系を自らの手で創造する道具のセット。いくつも惑星が形成されたり、地球のように生物が発生して知的文明が形成されたりするかどうかは、本人の技量次第。22世紀の未来デパートの「夏休み宿題コーナー」で販売されていることから、未来の小学生の自由研究用の道具であると推定される。ただし、創世終了後も世界はそのまま存続する事から、別次元もしくは、地球文明圏から遠く離れた宇宙空間で作成していると思われ、使用者は「ねじまき都市冒険記」の種まく者との類似性がある。セット内容は以下の通りで、この道具で形成された新たな地球が映画の舞台となった。
ベースマット
映画での名称は「神さまシート」。床などに広げ、創世セットで新たに作り出す宇宙への入口となる。後述のコントロールステッキで叩くと宇宙への入口が開き、もう一度叩くと閉じる。閉じた状態ではマットを丸めて、しまっておける。
コントロールステッキ
宇宙創世の制御に用いる杖。前述のようにベースマットの開閉に用いる他、スタート、ストップ、倍速、巻き戻し、スロー、キャンセル等の各ボタンがあり、創世のスピードを速めたり、巻き戻してやり直したりと様々に用いる。また惑星目掛けて雷を放つこともでき、作中では新地球を雷で刺激することで、海中の有機物質から生物を発生させた。
フワフワリング
天使の頭の輪のようなリングで、頭に乗せるとベースマットの中の宇宙で宙に浮くことができる。
宇宙の素（うちゅうのもと）
レプトン、クォーク、ゲージ粒子の3種類の瓶詰め。ベースマットの中の空間にまんべんなく撒き、ステッキでよくかき回すとビッグバンが生じて新たな宇宙が形成される。
神さま雲（かみさまぐも）
映画での名称は「神さまの雲」。上に乗って思いのままに空を飛ぶことができ、ベースマットの中に飛び込んで新宇宙や新惑星の様子を見に行くのに用いる。

## そうなる貝セット
そうなる貝セット（そうなるかいセット）は、「そうなる貝セット」（てんとう虫コミックス『ドラえもんプラス』第5巻に収録」）に登場する。
「――かい（――がい）」という言葉に駄洒落で引っ掛けた名前の貝のセット。人の背中につけると、その名前の通りの状態になる。セットには9種類確認されているが、原作で使用されたのはそのうち7種類のみで、サザエと帆立状の貝の名称ならびに用途は不明のままである。テレビアニメ第2作第1期では8種類登場し、帆立状の貝殻が後述の「オセッ貝」として使用されたが、テレビアニメ第2作第1期でのセットには12種類の貝殻が確認できる。テレビアニメ第2作第2期ではさらに数が増加し、16種類となっている。
アタタ貝
身体が温かくなる。
やり貝
やる気が出る。ただし、学力は上がらない。槍の穂のように細長い形。
マチ貝
やっていることが間違いだらけになる。また、テレビアニメ第2作第2期「そうなる貝セット」では、過去に何か自分に対して行動したことがある人が、人違いだということで貝をつけた人に行った行動を取り消してしまうという要素が追加された。
オタ貝
相手の失敗を自分も冒し、おたがいさまになる。
ヤッ貝
厄介なことが起きる。
ジコショー貝
目の前の人に名前を名乗ってしまう。
ウンドー貝
運動会のリレーのように無我夢中で走り続ける。2個を対にして使用する。
オセッ貝
お節介焼きになる。二枚貝をかたどったデザイン。テレビアニメ第2作第1期「そうなる貝セット」（1989年7月28日放送、レンタル専用VHS『21世紀テレビ文庫 テレビ版ドラえもん』第13巻に収録）にのみ登場する。
カイ貝
体中がかゆくてたまらなくなる。テレビアニメ第2作第2期「そうなる貝セット」（2011年11月4日放送）にのみ登場する。
モウイッ貝
そのときやっていたこと（しゃべっていたこと）を何度も繰り返してしまう。テレビアニメ第2作第2期「そうなる貝セット」にのみ登場する。
オコヅ貝
近くの人からお小遣いをもらうことができる。テレビアニメ第2作第2期「そうなる貝セット」にのみ登場する。
デッ貝
体が巨大化してしまう。テレビアニメ第2作第2期「そうなる貝セット」にのみ登場する。
妖貝（ようかい）
作中では具体的な使用描写がないが、装着者の体にある変化が訪れ、見たものを恐怖させる。やり貝と形状が似ているためまぎらわしい。テレビアニメ第2作第2期「そうなる貝セット」にのみ登場する。名称の表記は字幕放送による（箱には「ヨウ貝」と書かれていた）。他にも、第2期では「ヤワラ貝」「ハンセイ貝」「キキチ貝」「モウイイ貝」が確認できる。
また、貝をつけている人に別の貝を投げつけることで貝を取り替えることもでき、これを「とり貝っこ」という。

## ソーナルじょう
ソーナルじょうは、「ソウナルじょう」（てんとう虫コミックス第3巻に収録）、「オンボロ旅館をたて直せ」（てんとう虫コミックス第32巻に収録）に登場する。
この錠剤を飲むと、飲んだ人の考えた通りに何でも「そうなる」。たとえば「ここは海だ」と思い込めば、本当に海の中にいるかのように泡を吹いて窒息しかける。仮想の海で泳ぐこともでき、その様は他人からは宙に浮いているように見える。煙草の空き箱を拾って「真珠貝」と思い込めば、本当に真珠が出てくる。また、実際には存在しなくても食事をとったように、お湯が張られていなくても風呂に入ったように、古新聞であっても新しい新聞であるように思い込むことができる。錠剤の効果は半日と経たずに消える。
なお、『学習シリーズ ドラえもんのかん字じてんステップ1』での表記は「そうなるじょう」となっている。

## ソーラーカー
ソーラーカーは、『ドラえもん のび太と雲の王国』に登場する。
運転席後部に乗せた太陽電池を動力源にする一人乗りの自動車。実はプラモをビッグライトで巨大化させたもの。子供にも運転できる。色違いが何台か登場する。同作品には、これと同じ太陽電池を乗せたモーターボートも登場する。

## 速成ライト
速成ライト（そくせいライト）は、「モアよドードーよ、永遠に」（てんとう虫コミックス第17巻に収録）に登場する。
ドラえもんの台詞の中だけに登場する道具。台詞の内容から察するに、光を照射することで植物の成長を早めるものである可能性がある。

## そくせき岩のもと
そくせき岩のもと（そくせきいわのもと）は、「恐竜の足あと発見」（てんとう虫コミックス第44巻に収録）に登場する。
容器に入っている粉末状のもので、まいた場所がドロドロになる。固まる前に足跡などがつくと、そのままの形で固まる。

## そくせき海つくり機
そくせき海つくり機（そくせきうみつくりき）は、「そくせき海つくり機」（藤子・F・不二雄大全集第15巻に収録）に登場する。
架空の水面を作り出し、それを体感できる機械。機械に高さ目測2メートルほどの試験管のようなものがついており、機械を作動させるとこのガラス管内に水がたまり、その水面と同じ高さ一面に架空の水面ができあがる。専用の水中メガネをつけた者のみが架空の水面を見ることや感じることができる。眼鏡のない者には水など感じられないし、水中メガネをつけて泳いでいる者は、まるで空に浮いているように見える。機械を倒してガラス管内の水をこぼしてしまうと、架空の水面は消える。
似た道具に「架空水面シミュレーター・ポンプ」がある。

## 即席エレベーター
即席エレベーター（そくせきエレベーター）は、『ドラえもん のび太の大魔境』（漫画と映画）と、『ドラえもん のび太の恐竜』（長編漫画のみ）に登場する。
1人乗りのゴンドラにケーブルが繋がった仕掛けの簡易エレベーター。高所でケーブル先端を足元に固定することで下に降りたり、またケーブルを射出して高所に貼り付けることで上に昇ったりできる。
この道具は1981年の『のび太の大魔境』の漫画連載にて初登場した。長編漫画『のび太の恐竜』においては1983年の漫画単行本発行による加筆時に追加されたため（道具名は未登場）、1980年公開のアニメ映画『のび太の恐竜』には登場しない。

## 即席落とし穴
即席落とし穴（そくせきおとしあな）は、「そくせきおとしあな」（藤子・F・不二雄大全集第4巻に収録）、『ドラえもん のび太と鉄人兵団』、「ぼくよりダメなやつがきた」（てんとう虫コミックス第23巻に収録）に登場する。
ひも状になっているものと、初めから輪になっているものの2種類がある。ひも状のものは結んで輪を作って地面に置き、初めから輪になっているものはそのまま地面に置く。すると、地面に落とし穴ができる。その深さは目測1、2メートルほど。広さは、2人くらいなら楽に入れるほどである。
『ドラえもん のび太と鉄人兵団』では、鉄人兵団と戦う際に個人用の塹壕（掩体）として使用している。また『ドラえもん のび太と鉄人兵団』での表記は「即席落し穴」（そくせきおしあな、原文ママ）となっている。

## 即席スイートホーム
即席スイートホーム（そくせきスイートホーム）は、「しずちゃんとスイートホーム」（てんとう虫コミックス第35巻に収録）に登場する。
通称「愛を育てる家」。玄関のスイッチを点けると広間のハート型のライトが点灯し、この家に2人の人間が入ると、後から入った方が先に入った方を激しく好きになる。同性同士でも効果がある。家から出ると効果は消える。
普段は片手で持てる目測20センチメートル程度（いわゆるドールハウス）の大きさだが、使用時は人が入ることのできる目測2メートル程度の大きさとなり、さらに内部は圧縮空間によって本物の家同様の広さで、トイレ、台所、浴室も備えている。

## そくせき料理機
そくせき料理機（そくせきりょうりき）は、「ハイキングに出かけよう」（てんとう虫コミックス第0巻に収録）に登場する。
ドラミの道具。鍋や包丁を備えた機械だが、作中では使用していないため詳細は不明。
のび太のもとを初めて訪れたドラミが、いい道具をたくさん持っていると言って「自動買い物かご」、「ぞうきんクリーナー」と一緒に出したものであり、初期設定のドラミが家庭科専門ロボットであることを示している。

## ゾクゾク線香
ゾクゾク線香（ゾクゾクせんこう）は、「ゾクゾク線香」（てんとう虫コミックス『ドラえもんプラス』第2巻収録）に登場する。
この線香の煙の匂いをかぐと、怖くてたまらないような出来事が次々に起こる。幽霊などがあらわれるわけではないものの、たとえば夜道を歩いている警官の懐中電灯の灯りが人魂に見えたり、近くのテレビが怪談番組を放映していて幽霊の声が聞こえてきたりする。

## そっくりかかし
そっくりかかしは、「そっくりかかし」（藤子・F・不二雄大全集第13巻に収録）に登場する。
普段は手のひらほどの大きさしかない人型の風船のようだが、息を吹き込んで膨らませると、その人そっくりのかかしになる。守りたい物のそばに立てておくと、見張りをさせることができ、外敵が近づくと拳を振り上げ「ワーワー」と叫んで威嚇する。性格や力は息を吹き込んだ人そっくりであり、乱暴なジャイアンの姿にしたかかしは、敵に対して実力行使でボコボコにしてしまう。また、アニメでは優しくて滅多に怒らないしずかの姿にしても予想外なことに外敵を威嚇することしか役目がなく、本物より凶暴なところもあり、あっさりスネ夫を追い返してしまう。さらに、玉子の姿にしたかかしでのび太の宿題の見張り役にすることも有効。かかしだけあって脚は1本で、動き回ったり会話することはできない。スイッチを切ると空気が抜け、元の小さな姿に戻る。
『ドラえもんひみつ道具大事典』では、ドラえもんが自分そっくりのかかしにどら焼きの見張りを頼んだが、かかしがどら焼きを食べてしまい、一本足で跳ねながらドラえもんから逃げる描写がある。

## そっくりクレヨン
そっくりクレヨンは、「そっくりクレヨン」（てんとう虫コミックス第3巻に収録）に登場する。
物質形不正顔料からなるクレヨン。巻き紙に脳波センサーと対物センサーがセットされている。物質不正形顔料によって、描かれた物が、対物センサーのはたらきでその絵とそっくりになる。

## そっくりペットフード
そっくりペットフードは、「そっくりペットフード」（てんとう虫コミックス『ドラえもんプラス』6巻に収録）に登場する。
ドラえもんが持っていた道具ではなく、未来デパートの新製品をのび太が無断で購入したもの。このペットフードを動物に食べさせると、その動物は食べさせた者とそっくりの顔になる。人面犬のように動物の顔つきが人間に似ているというレベルではなく、首から上が完全に人間の顔そのものになってしまい、作中では「気持ち悪い」「みっともない」と散々な評価を受けている。
食べさせた者が人間でなく動物であっても、ドラえもんのようにロボットであっても効果は同様である為、ドラえもんが気づかずにばら撒いたペットフードが原因で町中にドラえもんの顔をした動物が続出して町中が大パニックになったこともあった。また、人間が食べても効果がある。
この効果を取り消すには、「復元フード」を食べさせる必要がある。テレビアニメ第2作第2期「そっくりペット大集合」（2016年1月22日放送）では、効果が続くのは3日間になっていた。

## ソノウソホント
ソノウソホントは、「ソノウソホント」（てんとう虫コミックス第4巻に収録）に登場する。
鳥のくちばしの形をしており、これを口につけて嘘をつくとその嘘がすべて本当になる。テレビアニメ第2作第2期では、他人に対する命令でも効果を発揮するとされている。「ウソ800」と違い、嘘を現実にしてしまう為、発言した内容を取り消す為には「今のはうそ」と答えればいい（ウソ800の場合、テレビアニメ第2作第1期では「今のは全部本当」と言うことで取り消せるとされている）。
「うそつ機」と形状および機能が酷似しているが、「ソノウソホント」が嘘を現実にする道具であるのに対し、「うそつ機」は嘘を嘘のまま相手が信じ込み、そのとおりに実行してしまう道具である。ただし、犬に人間だと思いこませれば、二足歩行で歩いてしまうような非現実的なことでも実現する。
使い方次第では全次元を超越した神以上の存在になることや世界征服すら可能にしてしまう道具だが、のび太はのび助に「石を片手で割ってもらう」ぐらいの使い方しかしていない。

## そのときどこにいた
そのときどこにいたは、「そのときどこにいた」（てんとう虫コミックス『ドラえもんプラス』第3巻に収録）に登場する。
ある物が過去にどの場所にあったかを調べる道具。前もって時間を指定し、物に向かってこの道具を作動させると、その物はその時間にあった場所へと移動する。場所が変わるだけでなく、中身をこぼしてしまったインク瓶などは、ちゃんと過去の姿、つまり中身が撒かれる前の姿に戻る。
「時間逆行連続サーチモード」に切り替えると、どの時間まで戻すかを指定しなくとも、あたかもビデオの巻き戻しのように、物を今までと逆向きの方向に動かすことができる。たとえば歩いている人に向けてこの機能を使用すれば、その人は今まで歩いてきた道を逆方向へと、後ろ歩きで辿って行き、今までの道のりがわかる。倍速モードで過去の道のりを高速で辿ることも可能。

## 空飛ぶうす手じゅうたん
空飛ぶうす手じゅうたん（そらとぶうすでじゅうたん）は、「空飛ぶうす手じゅうたん」（てんとう虫コミックス第29巻に収録）に登場する。
外見は布生地のようで、「飛ぶ」「上がる」「浮かぶ」といったキーワードに反応して空を飛ぶ。布を裁断しても効果は変わらず、この布で作った衣類を身につけていたり、布で作ったものに乗っていても空を飛べる。
欠点は制御がまったくきかないこと。空を飛ぶといっても自分の意思でコントロールすることはできず、ひとりでにあちこちへ飛び回って振り回されたり、あちこちに衝突したりする羽目になる。さらに布を身につけている者の近くで他の誰かが「飛ぶ」「上がる」「浮かぶ」と口にした場合も反応して空を飛んでしまう。そのため、未来の世界では発売中止となった。
なお、作中でしずかがじゅうたんで作った服を脱いだ時に歌った曲はアニメ『ドラえもん』の主題歌であり、曲の歌詞に反応して服が飛んでいった（原作とテレビアニメ第2作第1期では『ドラえもんのうた』の「空を自由に飛びたいな」、第2期では『夢をかなえて ドラえもん』の「空を飛んで （時を越えて）」に反応）。

## 空とぶ円盤
空とぶ円盤（そらとぶえんばん）は、「四次元ポケットにスペアがあったのだ」（てんとう虫コミックス第25巻に収録）に登場する。
外見は巨大なUFOで作中では飛行することが可能であった。のび太が「空飛ぶ道具」を出そうと四次元ポケットを探ったところ、これが出てきた。
作中では名称が登場しない。名称は「DORA DATA ドラえもんデータファイル」『ドラえもん完全大百科』でしか発表しておらず、名称を「空とぶ円盤」としている。なお「DORA DATA ドラえもんデータファイル」という記事は『ドラえもん完全大百科』の第1刷には存在せず、第2刷（あるいはそれ以降）にのみ存在する。また「DORA DATA ドラえもんデータファイル」では名称のないひみつ道具に仮称をつける試みもしており、仮称は斜体で表記しているのだが、「空とぶ円盤」には斜体を用いていない。そのため「空とぶ円盤」は仮称でなく公式名称となっている可能性がある。

## 空とぶ切手
空飛ぶ切手（そらとぶきって）は、「六面カメラ」（てんとう虫コミックス第24巻に収録）に登場する。
この切手を手紙に貼ると、その手紙が空を飛んで行ってひとりでに宛先に届く。手紙は葉書や封書などでなくてもよく、作中では写真の裏に宛名を書いてこの切手で宛先へ届けた。

## 空飛ぶじゅうたん
空飛ぶじゅうたん（そらとぶじゅうたん）は、『ドラえもん のび太の魔界大冒険』に頻繁に登場するが、ひみつ道具としては『ドラえもん のび太のドラビアンナイト』に登場する。
シンドバッドの空飛ぶじゅうたんは、シンドバッドが第7の航海で助けた時間旅行者から贈られた、魔法の絨毯を模した未来の道具。四次元ポケットを取り戻したドラえもんもこの道具を出そうとするが、品切れのため空飛ぶふろしきを使うこととなった。『映画ドラえもん のび太の絵世界物語』（2025年3月7日公開）ではタイムハンターのソドロが空飛ぶじゅうたんを使用している（名称は小説版でのみ表記）。
空飛ぶジュータン（そらとぶジュータン）
テレビアニメ第2作第1期「ジュータンでGO」（2003年7月4日放送、映像ソフト未収録）に登場する。空を自由に飛ぶことのできるじゅうたん。バランサーが働くため転倒のおそれはなく、重いものを載せて飛ぶこともでき、かつタケコプターより早いスピードを出すことができる。水に濡れると飛行できないが、乾かすと再び飛行可能になる。

## 空飛ぶ荷ふだ
空飛ぶ荷ふだ（そらとぶにふだ）は、「空飛ぶ荷ふだ」（藤子・F・不二雄大全集第8巻に収録）などに登場する。
この荷札に宛先を書いて物に付けると、荷札がヘリコプターのように回って空を飛び、自動的にその物を宛先へ届ける。人を5人ほど運ぶほどの力があり、作中では梯子で飛行機を組み立てて荷札をつけ、のび太たち5人が乗って空を飛んだ。てんとう虫コミックスでは第11巻収録「ドラえもん大事典」でのみ紹介している。
空飛ぶ荷札宇宙用
映画『ドラえもん のび太の宇宙漂流記』に登場する。
宇宙空間でも飛行できる。表記は映画ドラえもん25周年公式サイトにて確認。

## 空飛ぶふろしき
空飛ぶふろしき（そらとぶふろしき）は、『ドラえもん のび太のドラビアンナイト』に登場する。
巨大な風呂敷で、広げた上に人が乗ると、ひとりでに風呂敷包みの形になって空を飛ぶ。ドラえもんが空飛ぶじゅうたんを出そうとして代わりに出したものだが、一応空を飛ぶという役目は果たせるものの、見栄えはよくない（敵にも大笑いされた）。なお、バリヤー機能もあるそうだが、劇中では不完全で敵の矢を多数受け、乗員の致命傷は免れたものの不時着を余儀なくされた。
反地球（あべこべの星）の空飛ぶふろしき
テレビアニメ第2作第1期「あべこべの星」（1992年10月2日放送、DVD『ドラえもん コレクション・スペシャル 秋の1』に収録）に登場する。反地球（あべこべの星）のドラえもんの道具。
空を飛べないタケノコプターの代用品として登場した。こちらの使用方法なども、上記の空飛ぶふろしきと同一。なお、『のび太のドラビアンナイト』は1991年公開のため、登場は『のび太のドラビアンナイト』の方が早い。反地球（あべこべの星）では、タケコプターとタケノコプター、どこでもドアとどこだかドアなど、本来の道具と近い名称を持つが性能が異なる道具が登場しているが、この空飛ぶふろしきに関しては、同一の名称で同一の性能の道具が登場している。

## 空飛ぶワッペン
空飛ぶワッペン（そらとぶワッペン）は、「未来世界の怪人」（てんとう虫コミックス4巻に収録）に登場する。
鳥のようなワッペン。これを服に張ると空を飛ぶことができる。なお、拘束された状態では飛ぶことができない。
原作および1期2作ではジャイアンが、アニメ版2期2作では未来人が使用した。

## 空のレジャー三点セット
空のレジャー三点セット（そらのレジャーさんてんセット）は、「空であそんじゃあぶないよ」（てんとう虫コミックス17巻に収録）に登場する。
ミニサイズの空のスポーツグッズのセット。ハングライダー、熱気球、スカイダイビングの3点が用意されている。ミニサイズと名前にあるとおり、ハングライダーは2m程度、熱気球に至っては目測30センチメートル程度だが、性能は本物と変わらない。また、ハングライダーは他者が息を吹きかけて軌道修正する事ができる。ドラえもん曰く「危険なスポーツ」で、当初はのび太に貸すのを惜しみ、自分1人で楽しんでいた。
作中では「ハンググライダー」ではなく「ハングライダー」と呼んでいる。

## 空まです通しフレーム
空まです通しフレーム（そらまですどおしフレーム）は、「空まです通しフレーム」（藤子・F・不二雄大全集第17巻に収録）に登場する。
太い針金のような道具で、これで枠を作って空にかざすと、家の天井や厚い雲、果ては太陽光が拡散した大気圏をつき抜け、宇宙空間が素通し状態で見えるようになる。
本来は天体観測の際に障害物を素通しすることが目的だが、昼間に使用すれば、天井や雲をよけて太陽光線を降り注がせ、光や太陽熱を手元に導くこともできる。

## そんざいかん
そんざいかんは、「『そんざいかん』がのぞいてる」（てんとう虫コミックス第36巻に収録）に登場する。
平べったい缶のような道具で、蓋を開けると、その開けた人の上半身を象った蜃気楼が缶から現れる。缶をその人から遠く離しても、その人がどこにいようとも、蜃気楼はその本人とまったく同じポーズをとるようになる。
また、テレビアニメ第2作第1期「走れ!のび太　ロボット裁判所」では本人の思考や記憶をコピーし、会話も可能な「こころそんざいかん」も登場している。